# Zamek Czerwony Dwór
Zamek Czerwony Dwór – rezydencja szlachecka z początku XVII wieku, przebudowana w XIX wieku na pałac. Po zniszczeniu w 1944 r. odbudowana w latach 60. XX wieku. Położona na Żmudzi w miejscowości Czerwony Dwór (Raudondvaris) na zachód od Kowna, u zbiegu rzek Niemna i Niewiaży. Obecnie na terenie Republiki Litewskiej.

## Zamek w XVII-XIX wieku
Murowaną siedzibę zbudowano przed 1615 rokiem przypuszczalnie z inicjatywy Jana Dziewłatowskiego herbu Trąby, który jako pierwszy wzmiankował ją w swojej korespondencji. Zamek otaczały fosy wzmiankowane w XIX wieku. Wcześniej ziemie na których znajduje się obecne założenie wchodziły w XVI wieku w skład majątku królewskiego, ponieważ wiadomo, że w 1549 roku król Zygmunt II August podarował je swojej żonie Barbarze Radziwiłłównie. Być może istniał tu wtedy jakiś obiekt mieszkalny. Według niepotwierdzonej tradycji istniał tu wcześniej krzyżacki zameczek Rothenburg. Po śmierci królowej Barbary Radziwiłłówny majątek trafił w ręce jej krewnych z rodziny Radziwiłłów. Następnie była to własność Wojciecha Gintowt-Dziewiałtowskiego, a potem jego syna Jana, chorążego kowieńskiego. Córka Jana Dziewałtowskiego, Katarzyna, wyszła około 1630 roku za Jana Eustachego Kossakowskiego. On to sprzedał zamek hetmanowi Januszowi Radziwiłłowi, który przekazał te dobra swojemu bratankowi Bogusławowi Radziwiłłowi. W 1662 roku od Bogusława Radziwiłła miejscowe dobra za 30 tys. florenów kupił Jan Karol Worłowski herbu Chorągwie Kmitów, skarbnik kowieński. W rodzinie Worłowskich majątek pozostawał prawie 100 lat, a następnie przed 1761 rokiem kupił go marszałek kowieński Antoni Zabiełło herbu Topór. On to w 1671 roku podejmował na zamku Karola ks. Kurlandzkiego. 

## Rezydencja Tyszkiewczów (1819-1920)
W roku 1819 dwór kupił napoleoński pułkownik Michał Tyszkiewicz, który go wyremontował oraz wybudował dodatkowe budynki, w tym stodoły i stajnie oraz urządził park. W rękach Tyszkiewiczów majątek pozostawał do końca I wojny światowej. W trakcie Powstania listopadowego pałac spłonął w pożarze w 1831 roku. Podczas odbudowy zbudowano w latach 1837–1839 oranżerię. Kolejnej przebudowy dokonano po 1855 roku, gdy Benedykt Tyszkiewicz przebudował stary zameczek na rezydencję o cechach neogotyckich i neorenesansowych. Wtedy też przypuszczalnie odbito tynki, uwydatniając czerwony kolor elewacji, a wieżę zwieńczono neogotyckim krenelażem mającym imitować średniowieczną formę obiektu. Dodano też facjaty nad dłuższymi elewacjami. W drugiej połowie XIX wieki dobra Czerwony Dwór obejmowały powierzchnię 13 tys. dziesięcin ziem i lasów (pond 14 tys. hektarów).   
W zamku w okresie I wojny światowej mieścił się niemiecki sztab wojskowy. W tym okresie jakiś czas przebywał w dworze jako żołnierz Arnold Zweig. Ostatnim prywatnym właścicielem majątku Czerwony Dwór był Benedykt Jan Tyszkiewicz (1875-1948), żonaty z Różą Branicką.  

### Kolekcja Tyszkiewiczów
Kolekcja Tyszkiewiczów z Czerwonego Dworu zawierał jedno z najbogatszych archiwów rodzinnych na terenie dawnej Rzeczypospolitej Obojga Narodów. Liczyło ono 20 tys. dokumentów, 12 tys. listów, przeszło 10 tys. tomów książek. Do tego na kolekcję w pałacu w Czerwony Dworze składała się bogata galeria obrazów malarzy polskich i obcych: Bernardino Luini św. Magdalena, Bartłomiej di Pietro Madonna, Andrea del Sarto Madonna, Correggia Madonna i św. Katarzyna, Leonardo da Vinci Madonna z Dzieciątkiem i Jagnięciem, Annibale Carracci Śpiącą nimfa i satyr, Ludovico Caracci św. Rodzina, Guercino Diana, Albani Porwanie Europy, Rubens Porwanie Danajów, Canaletto, Bacciarelli, Czechowicz, Wańkowicz, Rustem, Heinrich Hollpein, Ksawery Kaniewski, Marcin Zaleski Wnętrze kaplicy św. Kazimierza w Wilnie, Albert Żamett, rzeźby Luigi Pampaloniego, Luigi Bienaimégo, Tomasz Oskara Sosnowskiego, zbiór 30 pasów słuckich (zniszczony w Powstaniu Warszawskim), gobelinów i makat. Benedykt Henryk Tyszkiewicz zasłynął również jako nabywca obrazu Stefan Batory pod Pskowem Jana Matejki za 60 000 franków, który zdobił jedną z sal na piętrze w Czerwonym Dworze. Kolekcję tę wywieziono na wschód przed 1915 r., a część do Suchej Beskidzkiej. 

## Zamek po I wojnie światowej
Po 1920 roku Czerwony Dwór znalazł się na terytorium Litwy kowieńskiej. Następnie rząd litewski odebrał zamek Tyszkiewiczom, a majątek rozparcelował. Tyszkiewiczom zostawiono tylko 40 ha, ale wkrótce i to im odebrano. W znacjonalizowanym pałacu w latach 1927–1943 działał sierociniec i szkoła podstawowa. W 1940 roku dawny majątek znalazł się w ZSRR, a w 1941 roku pod okupacją niemiecką. 
W 1943 roku zamek zajął niemiecki oddział SS Sonderkommande "Pflaum", którym dowodził Guntram Pflaum. Przed zajęciem tych terenów przez Armię Czerwoną w 1944 roku, Niemcy spalili pałac i oranżerię. 

## Zamek po 1945 roku
Po 1945 roku teren zajęła Stacja Maszynowo-Traktorowa. W 1952 roku rozpoczęto rozbiórkę ruin, którą przerwano, a w 1959 roku zlecono badania ruin. 
W latach 1962–1967 odbudowano pałac, przy okazji dokonując nadbudowy i przekształcenia wieży sugerując jej gotycką formę. Na szczycie wieży umieszczono chorągiewkę z trzema rogami - herbem Radziwiłłów, pomimo że posiadali oni zamek znacznie krócej niż Tyszkiewiczowie, Zabiełłowie i Worłowscy. W trakcie odbudowy założono nowe stropy i usunięto z fasady ganek na kolumnach. W 1960 roku odbudowano oranżerię. W latach 1970-1973 wyremontowano stajnię. W zamku ma siedzibę biblioteka Instytutu Badawczego Mechanizacji Rolnictwa i szkoła doskonalenia kadr rolniczych. W 2008 roku obiekt został określony jako narodowy pomnik kultury Litwy. Pałac, zwany zamkiem, jest otoczony parkiem z palmiarnią. Rezydencja znana jest z kolekcji sztuk pięknych, zawierających obrazy Leonarda da Vinci, Caravaggia, Rubensa i Andrea del Sarto. W pałacu mieści się muzeum litewskiego kompozytora Józefa Nowialisa (Juozasa Naujalisa), którego odkrył i sfinansował edukację Benedykt Tyszkiewicz.

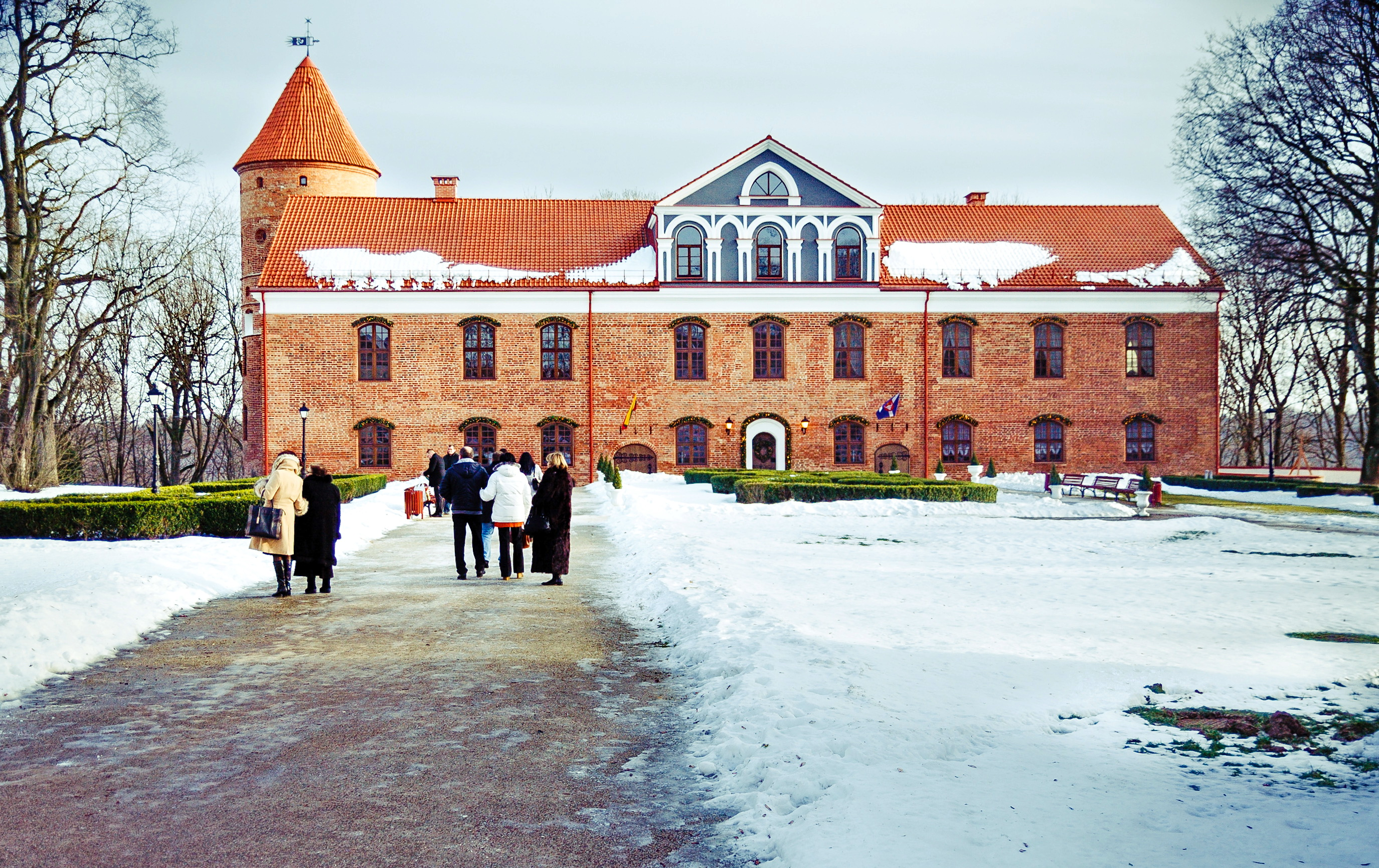
Elewacja boczna
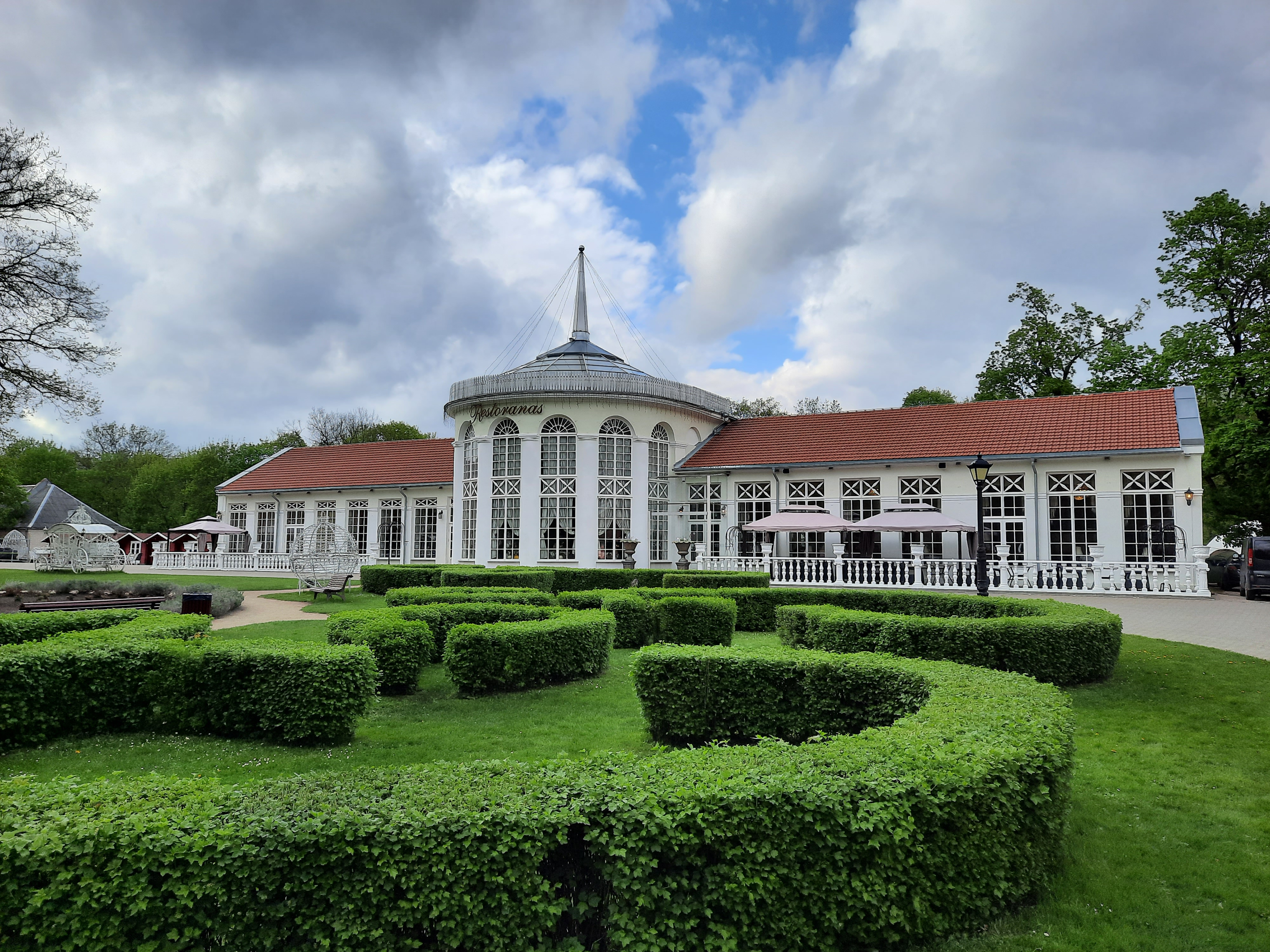
Oranżeria (Palmiarnia)
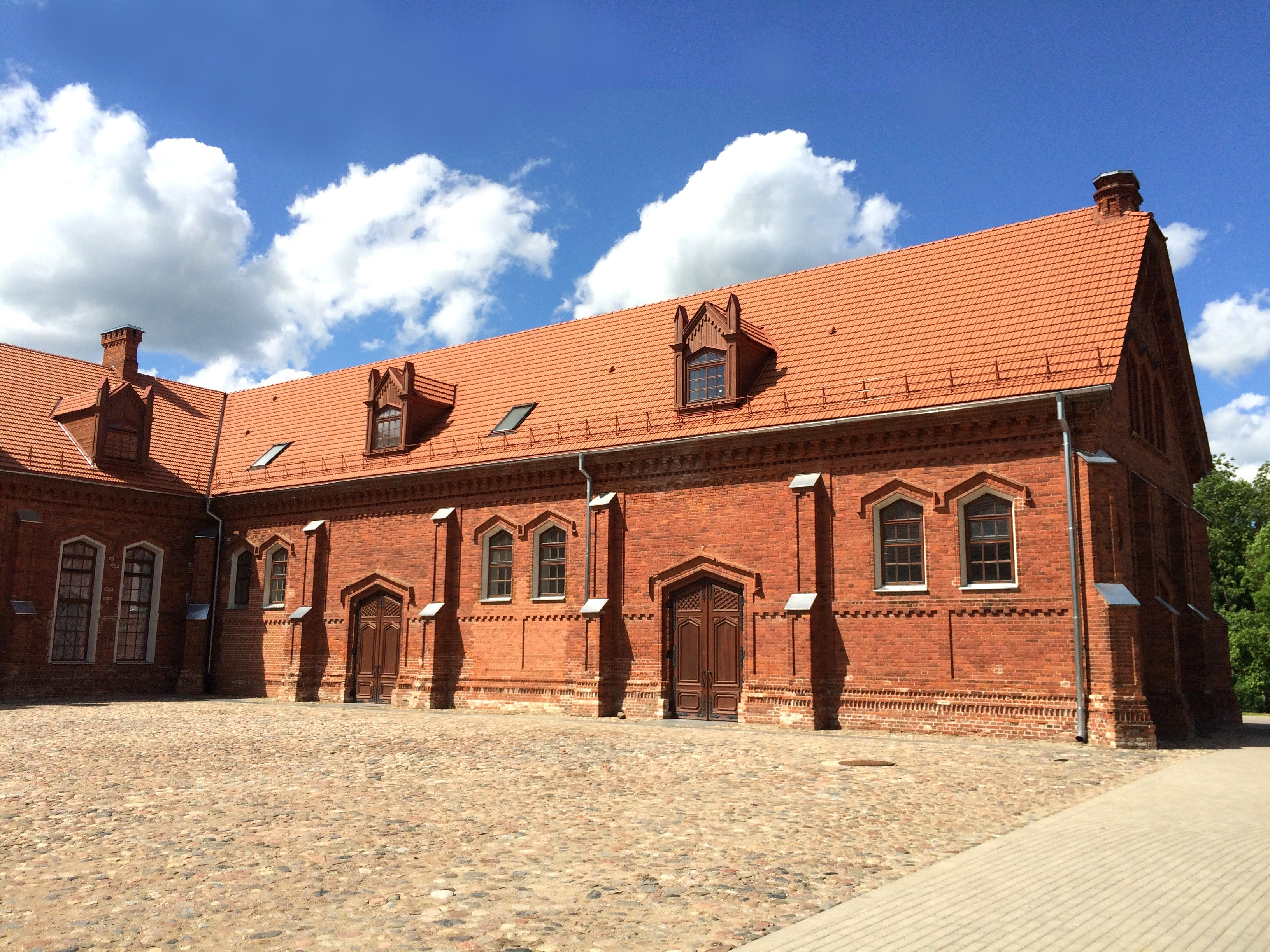
Stajnie z XIX wieku
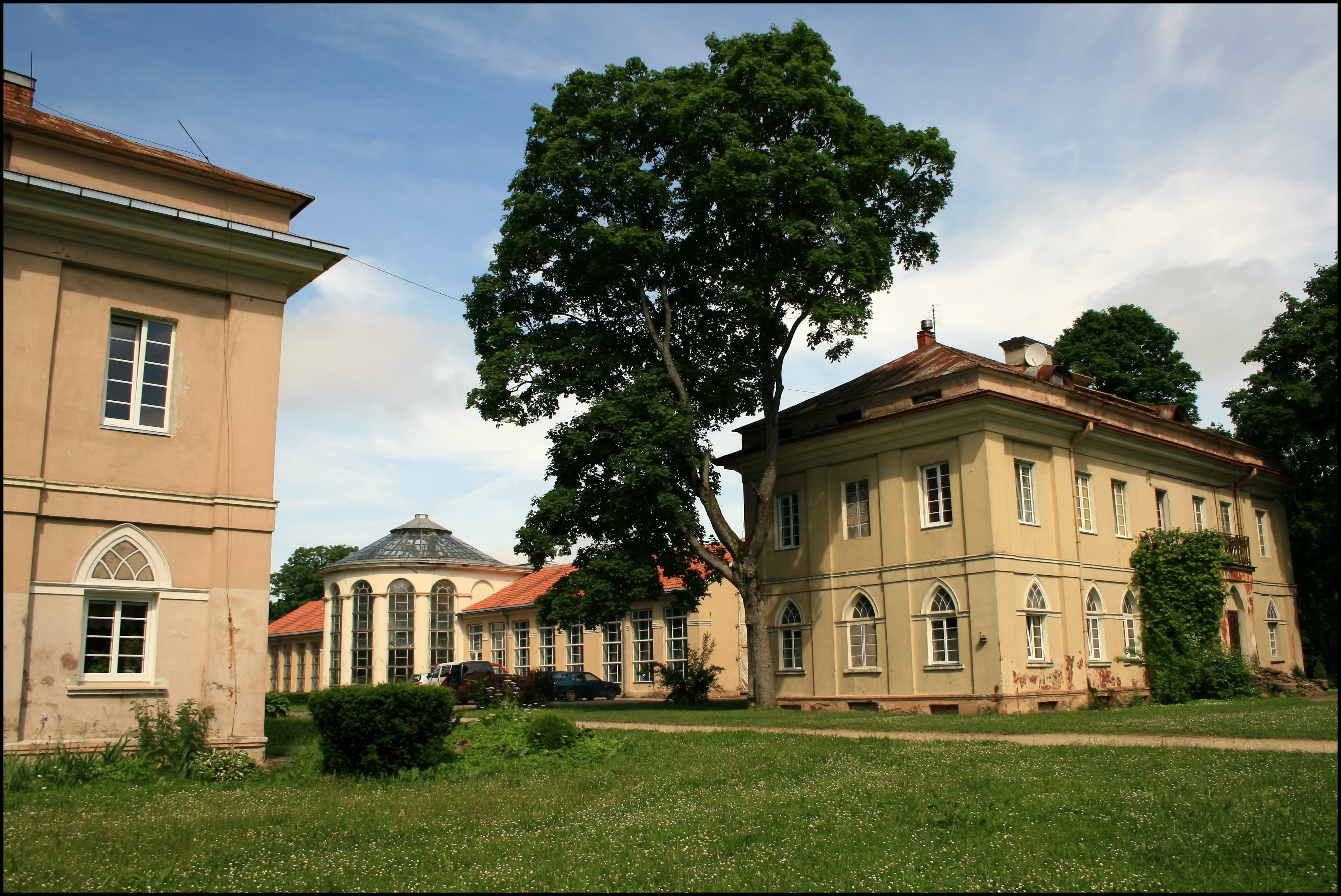
Neogotyckie oficyny z XIX wieku
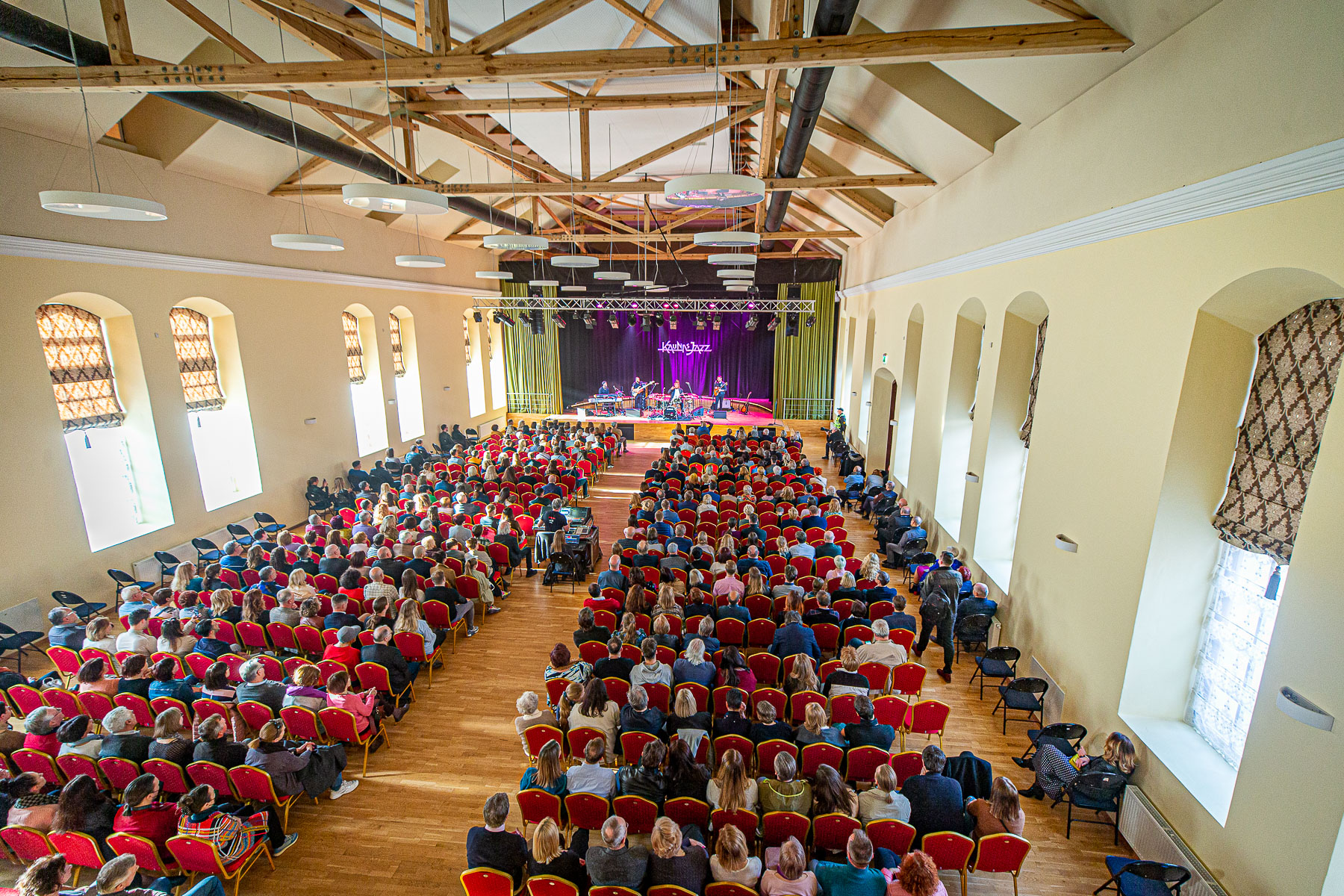
Wnętrze dworu po przebudowie z lat 60. XX wieku
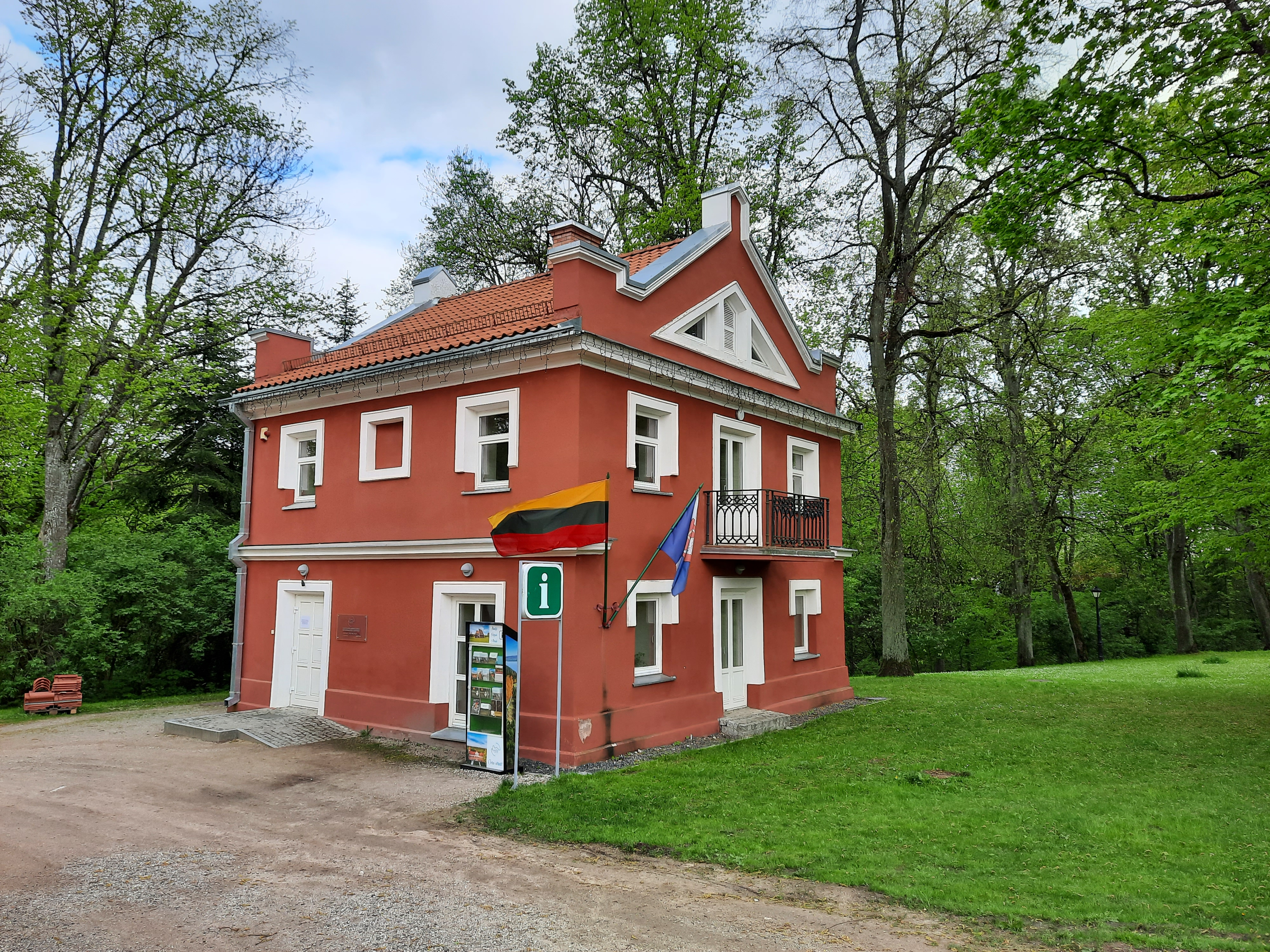
Lodownia Tyszkiewiczów